# Ensalada de ful mudammas
La ensalada de ful mdammas (en árabe, سلطة فول مدمس salaṭat fūl medames) o ensalada de habas  (سلطة فول salaṭat fūl) es un almuerzo estilo mezze («entremés»), aunque también se sirve como plato completo. Típicamente consta de habas, tomates en dados, cebolla, perejil, zumo de limón, aceite de oliva, pimienta y sal.